# Willow Hill
Willow Hill és una vila dels Estats Units a l'estat d'Illinois. Segons el cens del 2000 tenia 250 habitants.

## Demografia
Segons el cens del 2000, Willow Hill tenia 250 habitants, 82 habitatges, i 65 famílies. La densitat de població era de 92,8 habitants/km².
Dels 82 habitatges en un 42,7% hi vivien nens de menys de 18 anys, en un 70,7% hi vivien parelles casades, en un 3,7% dones solteres, i en un 20,7% no eren unitats familiars. En el 17,1% dels habitatges hi vivien persones soles el 8,5% de les quals corresponia a persones de 65 anys o més que vivien soles. El nombre mitjà de persones vivint en cada habitatge era de 3,05 i el nombre mitjà de persones que vivien en cada família era de 3,48.
Per edats la població es repartia de la següent manera: un 36% tenia menys de 18 anys, un 6,4% entre 18 i 24, un 27,6% entre 25 i 44, un 18,8% de 45 a 60 i un 11,2% 65 anys o més.
L'edat mediana era de 29 anys. Per cada 100 dones de 18 o més anys hi havia 107,8 homes.
La renda mediana per habitatge era de 26.429 $ i la renda mediana per família de 30.625 $. Els homes tenien una renda mediana de 27.679 $ mentre que les dones 17.188 $. La renda per capita de la població era de 10.926 $. Aproximadament el 17,1% de les famílies i el 24% de la població estaven per davall del llindar de pobresa.

## Poblacions properes
El següent diagrama mostra les poblacions més properes.